# John Neville Keynes
John Neville Keynes, född 31 augusti 1852 i Salisbury, Wiltshire, död 15 november 1949 i Cambridge, Cambridgeshire, var en brittisk nationalekonom och filosof. Han var far till John Maynard Keynes. 